# Observer
Observer – przygodowa gra akcji opracowana przez Bloober Team i opublikowana przez Aspyr. Została wydana na Microsoft Windows, PlayStation 4 i Xbox One w sierpniu 2017 roku, a następnie w wersjach na Linux, macOS i Nintendo Switch. Ulepszona i rozszerzona wersja o nazwie Observer: System Redux ukazała się w listopadzie 2020 roku na Windows, Xbox Series X/S i PlayStation 5. Głównym bohaterem gry jest Daniel Lazarski, detektyw znany jako Obserwator, który w ramach przesłuchania świadków potrafi włamać się do ich umysłów.
Zespół około trzydziestu osób opracował grę przy użyciu silnika Unreal Engine 4. Głosu użyczył Rutger Hauer znany z postaci androida Roya Battiego w filmie Łowca androidów. Arkadiusz Reikowski skomponował partyturę, nasycając ją muzyką chóralną, diegetyczną i ambientową. Observer otrzymała ogólnie pozytywne recenzje. Krytycy chwalili projekt świata, efekty wizualne i sekwencje wspomnień, ale krytykowali skradanie się i koncentrowanie się na stylu, a nie treści.
W grudniu 2017 roku amerykańska firma produkcyjna Zero Gravity ogłosiła prace nad filmową adaptacją, co przyczyniło się do zwiększenia wartości akcji Bloober Team o ponad 8%.

## Fabuła
Historia opowiedziana w grze toczy się w 2084 roku w Krakowie, po Nanofagium – cyfrowej zarazie, która kosztowała życie tysięcy ludzi i w wyniku której doszło do zamieszek i używania narkotyków na dużą skalę. Po tym, jak korporacja Chiron przejęła kontrolę nad Polską i utworzyła V Rzeczpospolitą, jednostka policji znana jako Obserwatorzy przejęła kontrolę nad mieszkańcami, z licencją na włamywanie się do ich umysłów. Ludzie uzależnieni od narkotyków i hologramów zostali zdegradowani do klasy C i przesiedleni do kamienic o niskim stanie.
Pewnego dnia detektyw Daniel Lazarski odbiera telefon od swojego syna Adama, z którym nie miał kontaktu od wielu lat. Identyfikator dzwoniącego jest przypisany do adresu w jednej z kamienic w dzielnicy Stosy. W mieszkaniu Adama Daniel odkrywa ciało pozbawione głowy. Początkowo myśli, że ciało należy do jego syna, lecz później stwierdza, że jest to inna osoba. Skanuje implant KomPas zawierający informacje na temat danej osoby i widzi nieodebrane połączenie od „HN”. W tym momencie zostaje uruchomiona kwarantanna skutkująca zamknięciem kamienicy. Sprawdzając dziennik lokatorów, Daniel dowiaduje się, że inicjały mogą należeć do Heleny Nowak bądź Hanny Nader. Kierując się na pierwsze piętro kamienicy odkrywa, że była to Helena mieszkająca w lokalu 104. W mieszkaniu Daniel znajduje konającego mężczyznę i włamuje się do jego mózgu w poszukiwaniu wskazówek. Okazuje się, że Helena pracuje dla korporacji Chiron. Jej partner Amir, po wyjściu z więzienia zaczyna rozprowadzać narkotyki wśród innych mieszkańców kamienicy. Pod koniec wspomnienia zostaje zaatakowany przez nieznaną istotę. Hakowanie nagle urywa się, kiedy Amir umiera. Po zakończonym przesłuchaniu detektyw wychodzi na dziedziniec i kieruje się do salonu tatuażu widzianego we wspomnieniach zmarłego.
Helena zostaje znaleziona martwa w salonie. Hakowanie jej mózgu ujawnia, że pracowała dla Adama, przemycając dane z korporacji Chiron. Daniel szuka Jacka Karnasa, właściciela salonu tatuażu, który mieszka w lokalu 210. Odnajduje jego ciało i podąża śladami krwawiącego zabójcy na poddasze, gdzie zostaje napadnięty i spada kilka pięter w dół po czym traci przytomność. Kiedy odzyskuje zmysły, zauważa martwego zabójcę i hakuje jego ciało. Daniel idzie dalej do kanałów, docierając do kryjówki zabójcy. Odcięta głowa Adama leży pod przykryciem na stole. Zrozpaczony Daniel słyszy głos swojego syna, który wspomina o sanktuarium. Detektyw wychodzi z kanałów i odnajduje sanktuarium.
Wewnątrz sanktuarium Daniel spotyka Adama w wirtualnym świecie i dowiaduje się, że świadomość Adama została przeniesiona do świata cyfrowego w nadziei, że jest poza zasięgiem firmy Chiron. Adam twierdzi jednak, że Chiron wdrożył wirusa, aby przełamać jego obronę. Daniel jest proszony o ręczne obejście sygnału, który spowodował blokadę, uwalniając Adama z prywatnej sieci budynku. Cyfrowa wersja Adama ujawnia, że zabił prawdziwego Adama za wysłanie wirusa za nim, a następnie uruchomił blokadę, aby doprowadzić Daniela do sanktuarium. Adam prosi, aby został przyjęty w umyśle obserwatora Daniela, aby ocalić to, co zostało z jego syna; jeśli Daniel zaakceptuje, Adam przejmuje nad nim pełną kontrolę. Jeśli odmówi, Adam przenosi świadomość Daniela do drona konserwacyjnego i kradnie jego ciało. Danielowi udaje się ukraść ciało właściciela drona i użyć go do ataku na Adama, ale zostaje zastrzelony przez policję, gdy blokada zostaje w końcu zniesiona.

## Rozgrywka
Observer to przygodowa gra akcji z elementami horroru rozgrywana z perspektywy pierwszej osoby. Gracz kontroluje Daniela Lazarskiego, krakowskiego detektywa, który jest Obserwatorem. Potrafi hakować implanty mózgowe ludzi do celów przesłuchań za pomocą urządzenia znanego jako Pożeracz Snów. Dzięki wizji rozszerzonej podzielonej na elektromagnetyczną – która skanuje w poszukiwaniu urządzeń elektronicznych – i biologiczną – która skanuje w poszukiwaniu dowodów biologicznych – jest w stanie analizować i lepiej poznawać określone obiekty w swoim otoczeniu. Wchodząc do czyjegoś umysłu czasami gracz musi się skradać i unikać przeciwnika. W wypadku złapania postać gracza ginie. Po wyjściu z umysłu widoczny świat zaczyna się rozmazywać. Gracz może zażyć synchronizynę, żeby temu zapobiec. Z przedmiotami można wchodzić w interakcje i je badać, podczas gdy drzewa dialogowe służą do rozmów z postaciami niezależnymi. Większość rozmów z lokatorami odbywa się przez zamknięte drzwi. Wyjątkiem jest postać dozorcy Janusza, którego gracz spotyka na początku gry. Karty pacjentów, samochody zdalnie sterowane, nagrania i róże służą jako przedmioty kolekcjonerskie. Do mini-gry o nazwie With fire and sword: spiders można uzyskać dostęp przez terminale komputerowe, na których można również czytać dokumenty. Mini-gra polega na unikaniu pająków, zebraniu wszystkich monet i uratowaniu księżniczki. Oprócz wątku głównego, gra ma zadania poboczne. Wersja System Redux dodaje trzy takie misje.

## Produkcja
Gra Observer została opracowana w krakowskim Bloober Team przez zespół liczący około trzydziestu członków. Do produkcji użyto silnika Unreal Engine 4. Kiedy twórcy kończyli prace nad Layers of Fear w 2015 roku, zaczęto myśleć nad kolejnym projektem. Jednym z podstawowych założeń było przeniesienie świata przedstawionego jak najdalej od ostatniej produkcji. W grudniu 2015 roku twórcy poprosili scenarzystę Layers of Fear Andrzeja Madrzaka o napisanie scenariusza. Po tygodniu wrócił z dwiema wersjami, które znacznie różniły się od siebie. Zespół wybrał tę opisującą cyberpunkowy horror osadzony w starej kamienicy. Jednym z założeń było stworzenie dystopijnego społeczeństwa ozdobionego odniesieniami do kultury i architektury Europy Wschodniej z lat 80. i 90. XX wieku oraz dodanie do gry propagandy przypominającej tę Związku Radzieckiego. Twórcy czerpali inspiracje z takich gier jak Łowca androidów i Cyberpunk 2020; jednym z celów było, aby gra wyróżniała się na tle amerykańskiego i japońskiego cyberpunku. Ciągle zmieniający się wygląd poziomów w sekwencjach wspomnień zawiera efekty artefaktów kompresji. Studio HRZ3D pracowało nad filmem otwierającym; firma Frameshunter stworzyła dodatkowe animacje. Zaangażowanie Rutgera Hauera, który gra główną rolę, ujawniono w lipcu 2017 roku: Hauer zagrał wcześniej w Blade Runner. Arkadiusz Reikowski skomponował ścieżkę dźwiękową, inspirując się muzyką z Akiry, Ghost in the Shell i Łowcy androidów. Reikowski wykorzystywał analogowy syntezator, aby zachować wierność czasom przedstawionym, współpracował z polskim zespołem Księżyc przy muzyce chóralnej oraz sięgał po diegetyczną muzykę psytrance artysty Mirror Me. Przemek Laszczyk, z którym Reikowski pracował nad grą wideo Kholat z 2015 roku, zapewnił dodatkową muzykę ambientową, taką jak motyw w salonie tatuażu.
Techland wydało limitowaną edycję w Polsce. Observer został wydany na Nintendo Switch 7 lutego 2019 roku. Observer: System Redux, wersja zawierająca więcej zadań oraz ulepszoną grafikę i rozgrywkę, została wydana w listopadzie 2020 roku. W lipcu 2021 r. ulepszona wersja gry trafiła do sprzedaży w wersji fizycznej jako Observer: System Redux Day One. Wraz z zakupem edycji pudełkowej, gracze otrzymywali dostęp do ścieżki dźwiękowej oraz 52-stronicowego artbooka. 

## Odbiór
W agregatorze Metacritic gra zebrała ogólnie pozytywne recenzje. Została nominowana do nagrody Game of the Year Awards 2017 w kategorii „Najlepszy świat” (Giant Bomb) i wygrała w „Najlepszy świat przedstawiony” w plebiscycie Adventure Game of the Year Awards 2017 czasopisma „Game Informer”. Redakcje serwisów Eurogamer i Polygon umieściły ją wśród najlepszych gier 2017 roku. Gra była również nominowana w kategoriach „Użycie muzyki” i „Nowe IP” na National Academy of Video Game Trade Reviewers Awards i zdobyła nagrodę dla najlepszej emocjonalnej gry niezależnej na Emotional Games Awards 2018.
Javy Gwaltney z magazynu „Game Informer” napisał: „Observer świetnie łączy cyberpunk sci-fi z horrorem, mając minimalistyczny opis świata jako coś, co wyróżnia go od innych futurystycznych opowieści”. Pochwalił sekwencje wspomnień, które uznał za intensywne, przerażające i interesujące. W podobnym tonie opisał łamigłówki, ciągłe uczucie przerażenia i historię, które sprawiły, że gra nie była nudna pomimo braku walki. Brittany Vincent z Game Revolution powiedziała, że gra była zdecydowanie jedną z najlepszych w tym roku. Czuła, że eksploracja była ekscytująca i określiła atmosferę i efekty wizualne podczas sekwencji wspomnień jako mistrzowskie. David Rayfield z GameSpot pochwalił szczegółowe otoczenie i uznał tę historię za jedną z najbardziej intrygujących w gatunku od lat. Czuł, że zdolność powolnego otwierania drzwi potęgowała napięcie. Podobało mu się połączenie efektów dźwiękowych z muzyką Reikowskiego i to, jak dialogi nadały autentyczność nawet najbardziej epizodycznym postaciom. Pisząc dla „PC Gamer”, Jody Macgregor powiedział, że pewne momenty surrealizmu były skuteczne, uważając, że efekty wizualne były czasami naprawdę szokujące. Poziomy, w których gracz musi się skradać, były chwalone za ożywianie rozgrywki. Chris Jarrard z Shacknews podobnie jak Rayfield pochwalił „hiper-szczegółowy świat”, który zrobił na nim duże wrażenie. Zaobserwował znakomite w jego opinii wykorzystanie nagrania obuusznego i uznał, że tempo było doskonałe.
Gwaltney skrytykował dubbing Rutgera Hauera i sekwencje skradania się. Vincent i Rayfield również odebrali te obszary negatywnie, nazywając je frustrującymi. Macgregor narzekała, że chociaż efekty wizualne wyglądały „trochę fajnie”, ostatecznie straciły swój urok; podobnie uznała sekwencje skradania za zbyt częste. Inne skargi obejmowały użycie techniki jump scare i rozczarowującą fabułę. Jarrard uznał eksplorację za niewygodną i męczącą.
W Polsce gra została dobrze przyjęta. Mateusz Zdanowicz z redakcji Eurogamer pisał, że „gęsty klimat to obok porządnej opowieści największa zaleta gry. Choć w praktyce zwiedzamy tylko jeden większy budynek, to i tak możemy poczuć, jak wygląda zewnętrzny świat”. Krytycznie odniósł się do głosu Hauera. W jego opinii wypada on przeciętnie, na równi z Arkadiuszem Jakubikiem, który także użyczył swojego głosu w grze. Podsumowując swoją recenzję Zdanowicz stwierdził, że gra byłaby idealna, gdyby zmniejszono ilość straszenia w poziomach ze wspomnieniami. Piszący dla Gry-Online Przemysław Zamęcki zauważył rolę lokatorów w kamienicy, z którymi gracz może rozmawiać tylko przez zamknięte drzwi. Zdaniem redaktora „nie zmienia to w żaden sposób fabuły, niemniej stanowi znaczący krok w kierunku bardziej wyczerpującej narracji”. Zamęcki porównał produkcję do poprzedniej gry studia Layers of Fear. W jego ocenie Observer wypada lepiej, a „Bloober Team w końcu popełnił dzieło godne zapamiętania”.